# Номенклатура справ
Номенклатура справ — систематизований перелік найменувань справ, які утворюються у діловодстві підприємства і є основою для складання описів справ постійного і тривалого (понад 10 років) зберігання і основним обліковим документом у діловодстві.
Номенклатура справ необхідна для:
- швидкого пошуку документів за їх видами;
- розподілу виконаних документів по справах;
- встановлення термінів зберігання;
- створення довідкової картотеки виконаних документів.

Існує три види номенклатури справ:
1. типова — обов'язкова;
2. зразкова — рекомендаційна;
3. індивідуальна.

Типова та приблизна номенклатура справ розробляються і розсилаються вищестоячими організаціями — міністерствами, відомствами, головними управліннями, облвиконкомами, промисловими об'єднаннями тощо і узгоджуються з архівними установами.
На основі типової та примірної НД організації розробляють індивідуальну номенклатуру справ. Відповідальність за розробку номенклатури справ зазвичай покладається на завідувача канцелярією або сектором діловодства, секретаріат або секретаря.
Номенклатуру справ структурного підрозділу розробляє його керівник, залучаючи до цієї роботи фахівців та осіб, відповідальних за діловодство.
Номенклатура справ структурного підрозділу друкується в 3-х прим., Підписується керівником структурного підрозділу, узгоджується з архівом установи і передається:
1 екз. — Канцелярії;
2 екз. — Структурному підрозділу;
3 екз. — В архів.
Після створення номенклатура справ структурними підрозділами складається зведена номенклатура справ всієї установи, яка складається з номенклатури справ всіх підрозділів, потім затверджується керівником і погоджується з архівною установою.
Зведену номенклатуру справ в установах розробляє керівник канцелярії або секретар. До розробки залучають завідувача відомчим архівом чи співробітника, відповідального за архів.
У зведеній номенклатурі справ в першій графі проставляють індекси справ.
У другій графі вказують найменування розділів номенклатури справ. Індекси розділів відповідають індексами структурних підрозділів.
Третю графу номенклатури заповнюють у структурному підрозділі в кінці року, коли відомо кількість справ і томів, що утворилися в минулому році.
У четвертій графі вказують термін зберігання справ і номер статті в переліку, згідно з якою він встановлений.
У графі «Примітки» протягом періоду дії номенклатури проставляють відмітки: про заклад справ, знищення справ, передачу їх в архів установи або ін установи, про що переходять справах і т. д.
У зведеній номенклатурі справ першим розділом ставиться діловодна служба (канцелярія), а громадські організації — в кінці після структурних підрозділів. Наприклад: канцелярія, виробничо-технічний відділ, плановий відділ, бухгалтерія, відділ кадрів, профспілковий комітет.
Номенклатура справ установи друкується в кількох примірниках. Перший примірник зберігається в канцелярії, другий — використовується канцелярією як робочий примірник; третій — знаходиться у відомчому архіві як робочий документ; четвертий — надсилається до державного архіву.
Номенклатура справ вводиться в дію з 1 січня наступного року. Якщо функції і завдання установи не змінюються, номенклатура справ може залишатися впродовж кількох років без змін. Однак, вона підлягає перескладанню та узгодженню не рідше одного разу на п'ять років.
Наприкінці поточного року заповнюється підсумковий запис про кількість заведених справ за рік. Підсумкова запис у зведенії номенклатурі справ підписується керівником канцелярії, затверджується керівником організації і узгоджується з архівом установи.